# Bernkasteler Ring

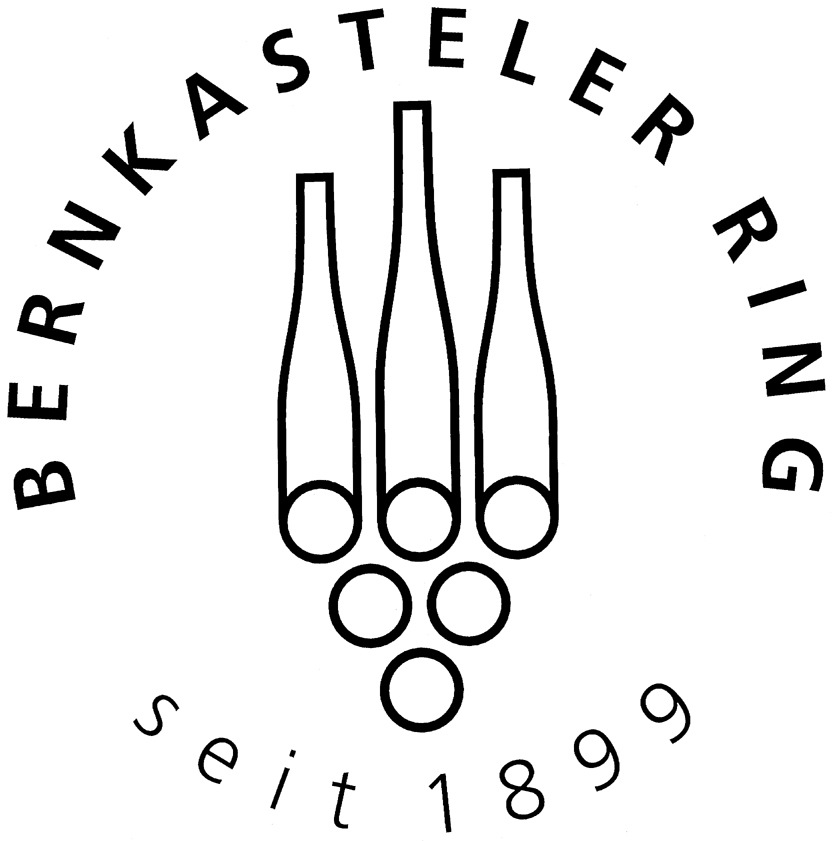
Het logo van de Bernkasteler Ring.

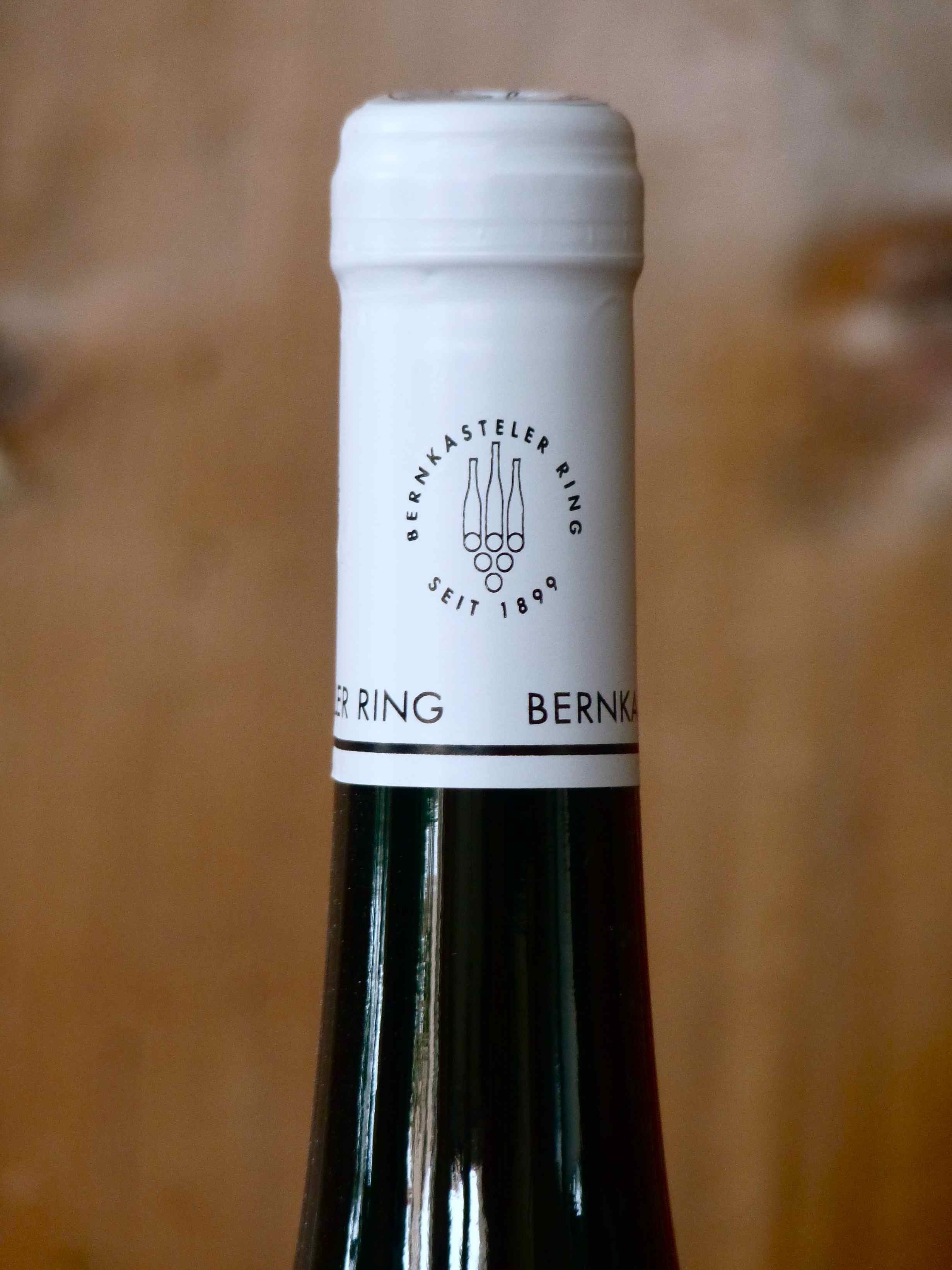
Het logo geplaatst op de capsule van een fles wijn.

De Bernkasteler Ring is een Duitse wijnbouwersvereniging die 29 april 1899 in Bernkastel-Kues is opgericht. Het zijn eigenaren van bepaalde wijngoederen in het Moezel gebied waar vooral veel rieslingdruiven worden verbouwd. 
Het is tevens de oudste wijnveilingvereniging in de regio Mosel-Saar-Ruwer, het tegenwoordige Moselwein-gebied. De eerste veiling vond plaats op 23 april 1901. Er zijn 33 leden bij aangesloten (januari 2012). Het woord “ring” heeft hier de betekenis van een kring van samenwerking. Zij streven naar het hoogst haalbare in de kwaliteitswijnbouw. De leden controleren elkaar hierop.
In hun statuten staat,
“Nicht die Größe des Betriebes ist wichtig, sondern die "Art der Rebe (der Riesling), die Güte der Lage und die Sorgfalt der Bebauung und Weinbereitung".
Vertaling,
“Niet de grootte van het bedrijf is belangrijk, maar de eigenschappen van de wijnstok (de riesling), de kwaliteit van de wijngaard, de zorg op het wijngoed en de wijnbereiding.”
Naast de VDP – de afkorting van de wijnbouwers vereniging: Verband Deutscher Prädikats- und Qualitätsweingüter die in heel Duitsland actief is en historisch “Großer Ring” (grote ring) wordt genoemd - is de Bernkasteler Ring met haar tweede grootte de “Kleiner Ring” (kleine kring), maar in het Moezelwijngebied het belangrijkst, vooral vanwege hun specialisatie.
De wijnen moeten minimaal twee keer een zogenaamde organoleptische test hebben doorstaan voordat ze kunnen worden goedgekeurd voor de veiling van de Bernkasteler ring. De wijnen staan regelmatig op grote nationale en internationale wijnwedstrijden en proeverijen waar zij hoog worden onderscheiden evenals in de gastronomiegids van GaultMillau.